# Klinkerwerk
Das Klinkerwerk war ein Teil des Konzentrationslagers Neuengamme bei Hamburg.

Modell des Klinkerwerkes mit Stichkanal

Modell des Klinkerwerkes mit Stichkanal von Westen aus betrachtet

Frontseite des Klinkerwerkes

Stichkanal mit Klinkerwerk im März 2006

## Geschichte
Es war geplant, Hamburg zur Führerstadt auszubauen, wobei das Elbufer neu gestaltet werden sollte. Als Fassadenverkleidung entschied man sich für Klinker, wie sie in Norddeutschland üblich waren.
Um diese Ziegel zu produzieren, wurde das Konzentrationslager in Neuengamme bei Hamburg errichtet.
Das Werk sollte von Häftlingen gebaut und auch betrieben werden. In den Vierlanden existierte ein ausreichend großes Gelände, auf dem sich auch eine kleinere, stillgelegte Ziegelei befand. Die alte Ziegelei wurde reaktiviert und Ton für das neue Werk abgebaut.
Am 3. September 1938 kaufte die SS unter dem Namen „Deutsche Erd- und Steinwerke“ das Gelände in Neuengamme bei Hamburg. Knapp einen Monat später trafen 100 Häftlinge aus dem Lager Sachsenhausen ein, und Neuengamme wurde zum Außenlager. In den folgenden Monaten wurden einige neue Verfahren zur Ziegelproduktion erprobt, von denen die meisten aufgrund der Tonqualität aber fehlschlugen.
Am 13. April 1940 wurde ein Vertrag zwischen der SS und der Stadt Hamburg geschlossen, der die Finanzierung des Lagers durch die Stadt Hamburg festlegte und im Gegenzug dafür eine Versorgung der Stadt mit Ziegeln aus dem Lager für die geplanten Neubauten sicherstellte.
Die Inbetriebnahme der westlichen Hälfte des neuen Klinkerwerks wurde am 15. Juli 1942 vorgenommen.
Im Frühjahr 1943 war der Stichkanal zur Dove Elbe fertiggestellt und erste Transporte wurden über den Wasserweg durchgeführt.
1944 errichtete die SS ein Werk zur Herstellung von Fertigbetonteilen für Behelfswohnheime. Daraus entstanden die sogenannten Hamburger Plattenhäuser.
Gegen Kriegsende wurde im östlichen Teil eine Fertigung für Flugzeugteile eingerichtet. Noch zu Kriegszeiten wurde die alte Ziegelei durch die SS demontiert.

## Nach dem Krieg
Als das KZ Neuengamme nach dem Krieg als Internierungslager diente, ließen die britischen Truppen die deutschen Lagerinsassen im Werk arbeiten. Nach einigen Monaten wurden von ihnen fast alle Einrichtungen demontiert. Über den Verbleib ist nichts bekannt.
Die Gebäude wurden verkauft und gingen an eine schwedische Firma, die dort eine Betonfabrik einrichtete und dazu Veränderungen an den Gebäuden vornahm.
Nach Auszug der Firma wurden die Hallen lange als Winterplatz für Boote verwendet. Im Stichkanal lagen im Sommer auch Boote. Da sich keiner für die Erhaltung des Gebäudes einsetzte, verfiel es und sollte in den 1980er Jahren abgerissen werden. Obwohl der Abriss durch den Hamburger Senat bereits beschlossen war, erreichten Proteste aus der Bevölkerung, dass das Klinkerwerk unter Denkmalschutz gestellt wurde. In den folgenden Jahren wurde das Gebäude restauriert und äußerlich wieder in den ehemaligen Zustand zurück versetzt.
Das 1944 errichtete Betonwerk wurde abgerissen. Zwar existieren noch die Fundamente, diese sind aber nicht sichtbar.

## Das Klinkerwerk heute

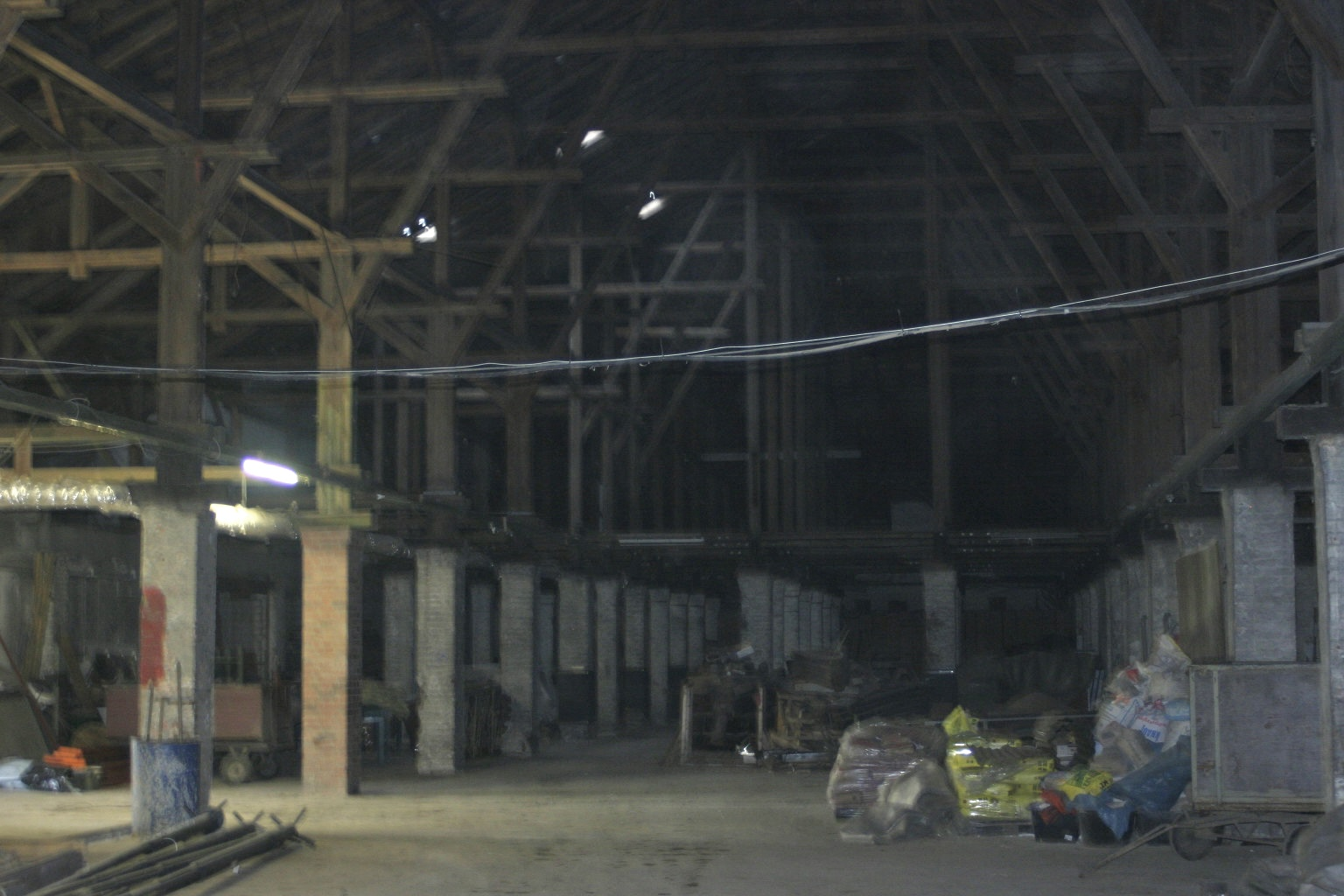
Ungenutzter Mittelbereich des Klinkerwerkes

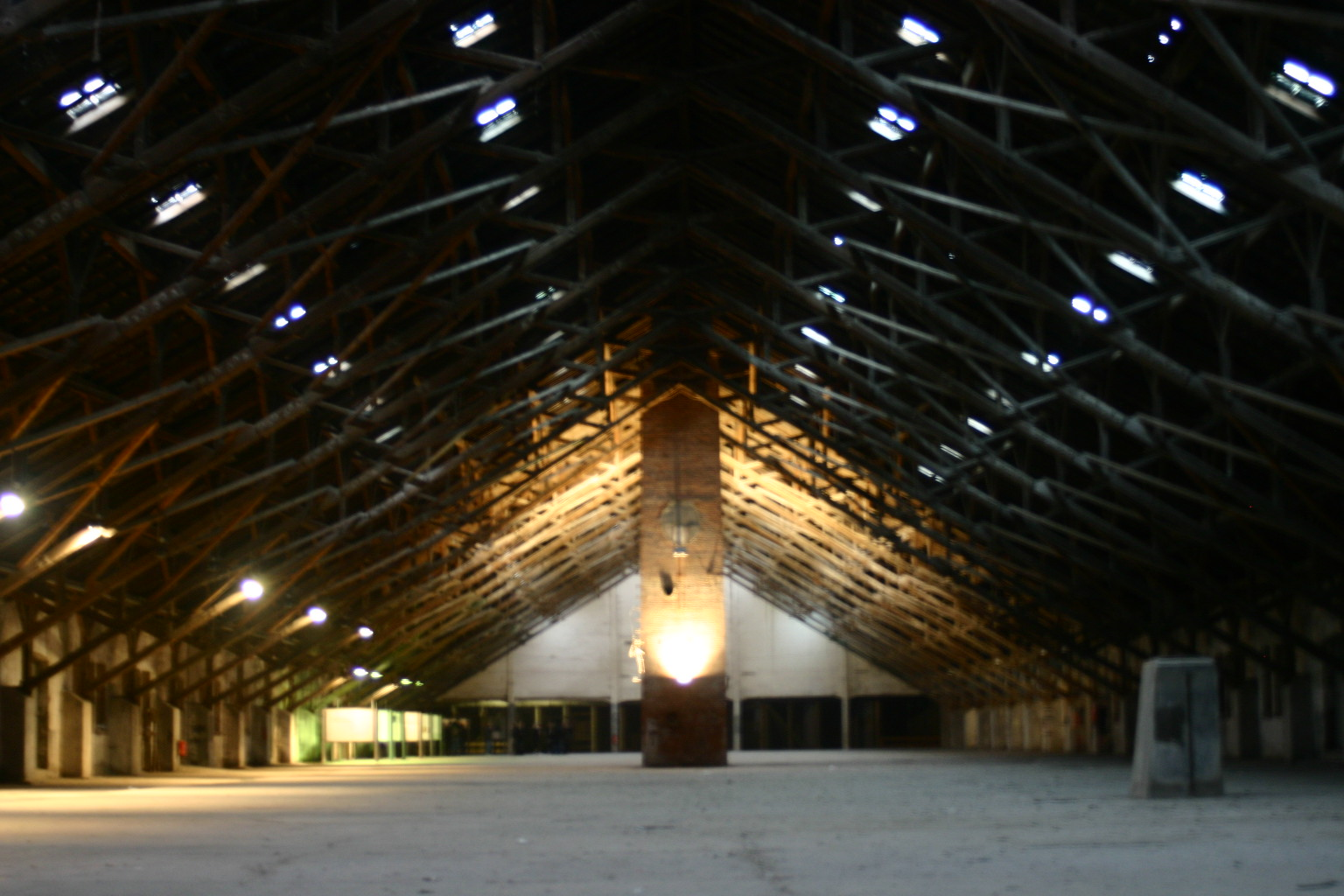
Für die Öffentlichkeit geöffneter Teil mit Ausstellungstafeln

Im östlichen Teil des Gebäudes befindet sich eine Ausstellung, die sich mit dem Thema „Arbeit und Vernichtung: KZ-Zwangsarbeit in der Ziegelproduktion“ beschäftigt. Der westliche Flügel steht leer und wird unregelmäßig für größere Veranstaltungen genutzt.
Aufgrund der schlechten Bausubstanz ist der Mittelteil für die Öffentlichkeit nicht zugänglich. Der Keller steht unter Wasser, das inzwischen durch den Fußboden drückt. Die ehemalige Spar-Wohnung ist nur von hinten zu betreten. Sie ist einsturzgefährdet und hat große Löcher im Boden. Die noch vorhandenen Einrichtungen, wie ein Teil der Trocknungsöfen sind recht gut erhalten und von der Ausstellung aus zu betrachten. Die ehemaligen Sumpfbecken sind für ihr Alter ausgesprochen gut intakt, bis auf die baulichen Veränderungen, die von der schwedischen Betonfirma ausgeführt wurden, befinden sie sich auch noch im Originalzustand.
Da zum Teil noch die alte Farbe und Einrichtung bewahrt wurde, wäre eine Sanierung für die Öffentlichkeit zu wünschen, bisher fehlten dazu aber die finanziellen Mittel.
Das Gebäude der ehemaligen Verwaltung beherbergt heute eine psychologische Praxis.